# Dell PowerEdge

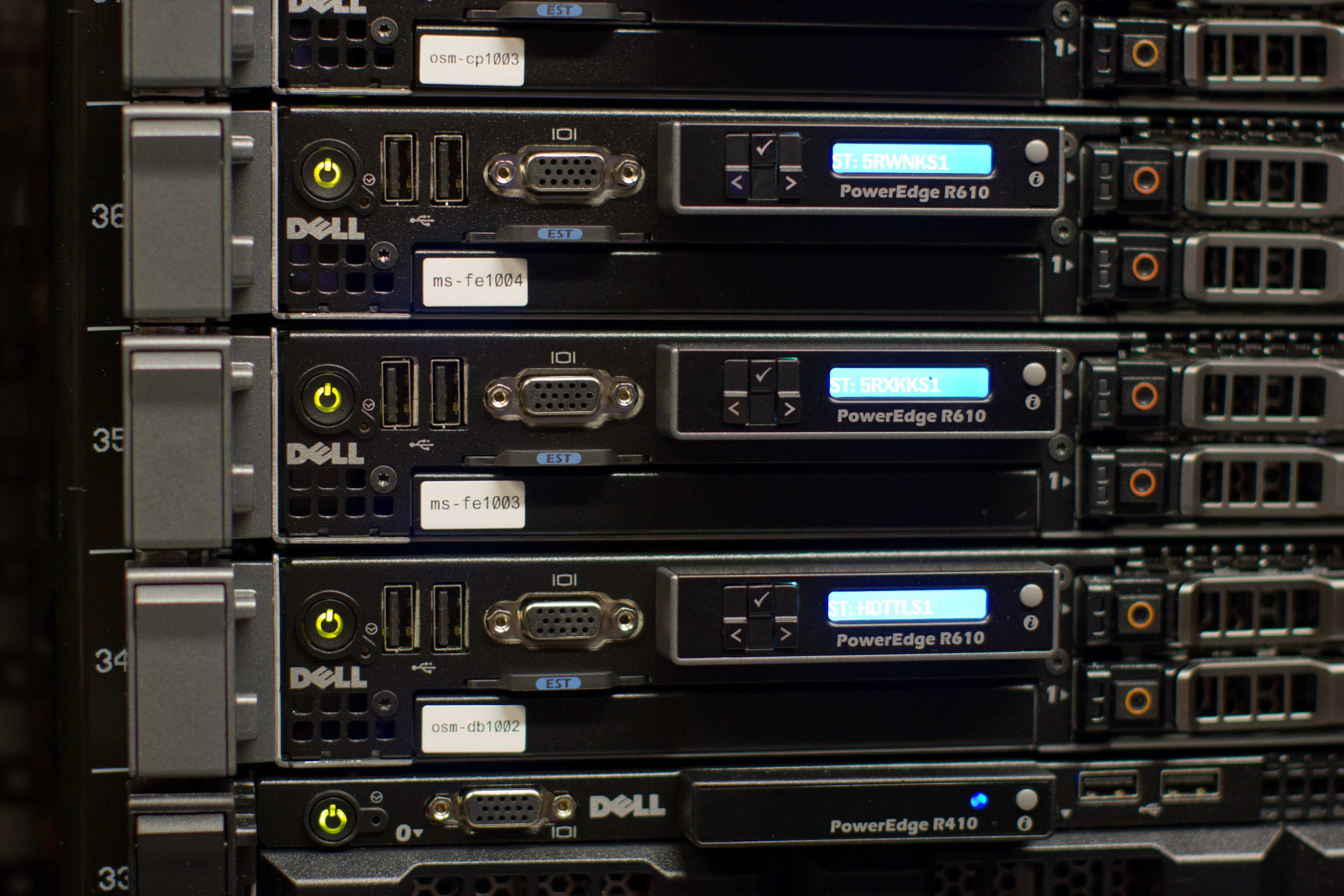
Rack-mounted a 11-a generație de servere PowerEdge

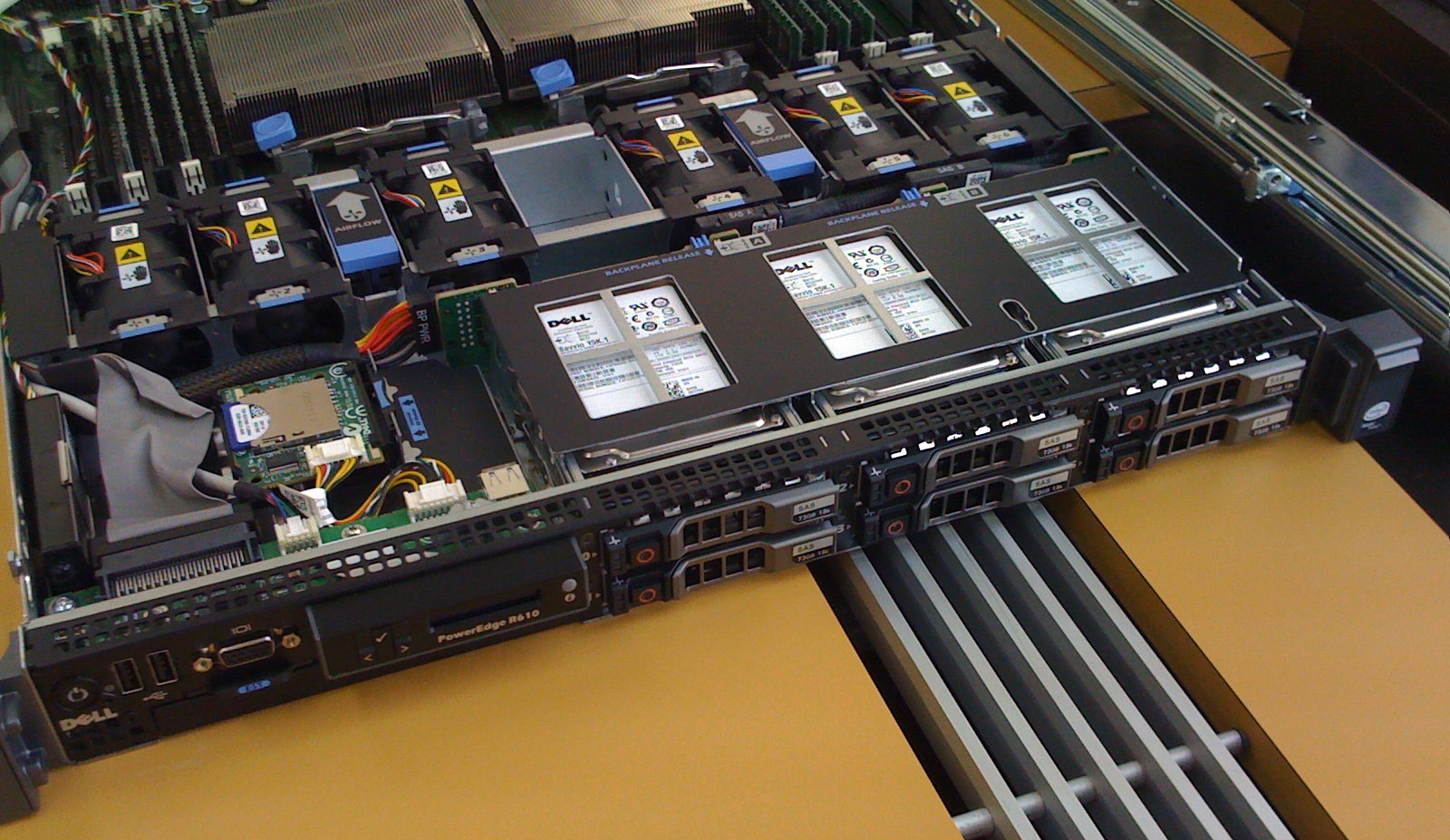
-Rack-a 11-a generație (11G) PowerEdge R610 server cu o casetă deschisă și rama frontală scoasă

Linia Dell PowerEdge (PE) este o linie de producție de computere servere Dell.
Cele mai multe servere PowerEdge folosesc arhitectura x86. La început excepțiile precum PowerEdge 3250, PowerEdge 7150, si PowerEdge 7250, foloseau procesor Intel Itanium , dar Dell a abandonat Itanium în 2005, după ce a eșuat pe piață. Parteneriatul dintre Intel și Dell a continuat, cu Intel rămas sursa exclusivă de procesoare pentru serverele Dell, până în 2006. În mai 2006, Dell a anunțat că intenționează să dezvolte servere folosind procesoare AMD Opteron .
Primele sisteme pe bază de  Opteron, PowerEdge , PowerEdge 6950 și PowerEdge SC1435, au apărut în octombrie 2006
Aparatele PowerEdge vin configurate ca turnuri, rackuri, sau servere tablete. Dell foloseste un consistent chip-set pe serverele din aceeași generație, indiferent de ambalaj, care permite pentru un set comun de drivere.
Producătorii de echipamente originale (OEM) și distribuitorii oferă soluții bazate pe servere PowerEdge. Încărcate cu software personalizat și cu modificări minore, cosmetice, serverele Dell  formează hardware-ul de bază în anumite aparate de la IronPort,
Google,
Exinda Networks, și Enterasys.
În 2007 linia PowerEdge a reprezentat aproximativ 15% din veniturile generale rezultate din vânzările ompaniei Dell de computere. . În anii următori Dell a făcut trecerea de la simplu furnizor de hardware la  furnizor de soluții servicii, după cum reiese, de exemplu, prin achiziționarea de către Perot Systems și KACE Networks  și înfiițarea unui departament global de servicii în cadrul Dell

## PowerEdge RAID Controller
Dell utilizează numele PowerEdge RAID Controller (PERC) pentru versiunile RAID de controlere pentru stocarea pe calculator . Cele legate de software-ul în PERC Vina Management Suite oferă facilități, cum ar fi Fundal de Patrulare citit, care are scopul de a repara bad sectors pe on-line de discuri RAID care rulează sub unele dintre PERC controlere de prin 2006.
Aceste carduri au fost echipate cu hardware de la LSI Corporation sau Intel, 256 Mb de memorie (upgradabil la 5/i la 512 MB), suportând până la 8x SATA 3.0 Gb/s  fără utilizarea de extensii. Ele aveau o baterie opțională Back Unit (UBB), pentru a permite o utilizare mai flexibilă a memoriei în timpul inscripționării, îmbunătățind performanța la RAID5 și 6, și funcționând pe PCI Express interface. 

## Sisteme de șasiu
Deși termenul PowerEdge este în principal folosit pentru a se referi la servere, există câteva sisteme în cazul cărora termenul PowerEdge se referă la sistemele la care serverele sunt (doar) o parte. Exemple de aceste utilizări sunt:
PowerEdge M1000e - sistemul Dell de server tabletă la care sistemul complet utilizează termenul PowerEdge, iar M1000e se referă la șasiu și la combinație completă de componente. Componentele individuale non-server  au, de asemenea, propriile lor în nume în "propria" lor familie, cum ar fi PowerConnect M-switches sau EqualLogic blade-SAN.
PowerEdge VRTX - a convers sistemul format din (până la) 4 PowerEdge M-blade servere, cu soluția de stocare  built-in și modulele de rețea I/O.

## Lista serverelor PowerEdge
- Lista de Servere Dell PowerEdge